# یاکوب وسووفسکی
یاکوب وسووفسکی (لهستانی: Jakub Wesołowski؛ زادهٔ ۷ مهٔ ۱۹۸۵) بازیگر اهل لهستان است. وی از سال ۲۰۰۳ میلادی تاکنون مشغول فعالیت بوده‌است.
از فیلم‌ها یا مجموعه‌های تلویزیونی که وی در آن‌ها نقش داشته‌است، می‌توان به دست‌به‌کار شو، برادر، کمیسر ماما، هنگام تاریکی، ۱۹۳۹ نبرد وسترپلاته، فردا به سینما می‌رویم، کمیسر آلکس، پدر متیو و در خیابان سپولنی اشاره نمود.